# Enshū Tetsudō
Die Enshū Tetsudō (japanisch 遠州鉄道株式会社, Enshū Tetsudō Kabushiki-gaisha, engl. Enshū Railway Co., Ltd.), kurz Entetsu (遠鉄) genannt, ist eine japanische Bahngesellschaft. Das Unternehmen mit Sitz in Hamamatsu betreibt eine Bahnlinie und zahlreiche Buslinien in der Präfektur Shizuoka. Im Sinne einer regional ausgerichteten vertikalen Integration bilden die Bahn- und Busbetriebe das Kerngeschäft eines Dienstleistungskonzerns mit mehreren Tochtergesellschaften in unterschiedlichen Bereichen.
Enshū ist der sinojapanische Kurzname der Provinz Tōtōmi, die den Westen von Shizuoka umfasst.

## Bahn- und Busverkehr

Streckennetz der Entetsu (ehemalige Linien gestrichelt)

Das Bahnstreckennetz der Entetsu besteht aus noch einer Linie:
- Enshū-Bahnlinie von Shin-Hamamatsu nach Nishi-Kajima (17,8 km)

Stillgelegt wurden drei daran anschließende Bahnlinien:
- Okuyama-Linie von Enshū-Hamamatsu nach Okuyama (25,7 km), in Betrieb 1914–1964
- Nakanomachi-Linie von Enshū-Magome nach Nakanomachi (7,0 km), in Betrieb 1909–1937
- Kasai-Linie von Enshū-Nishigasaki nach Enshū-Kasai (2,4 km), in Betrieb 1914–1944

Der Busbetrieb Entetsu Bus (遠鉄バス) führt den gesamten Stadtbusverkehr in Hamamatsu sowie in den angrenzenden Städten Fukuroi, Iwata und Kosai durch; einzelne Linien verkehren auch nach Kakegawa und Mori. Zentraler Knotenpunkt des Streckennetzes ist der Busbahnhof beim Bahnhof Hamamatsu. Hinzu kommen mehrere Schnellbuslinien: Der e-Wing fährt direkt zum Flughafen Chūbu, die e-Line R fahren nach Osaka, Tokio und Yokohama.
Für den Reisebusverkehr zuständig ist der Busbetrieb Entetsu Kankō (遠鉄観光).

## Weitere Unternehmensbereiche

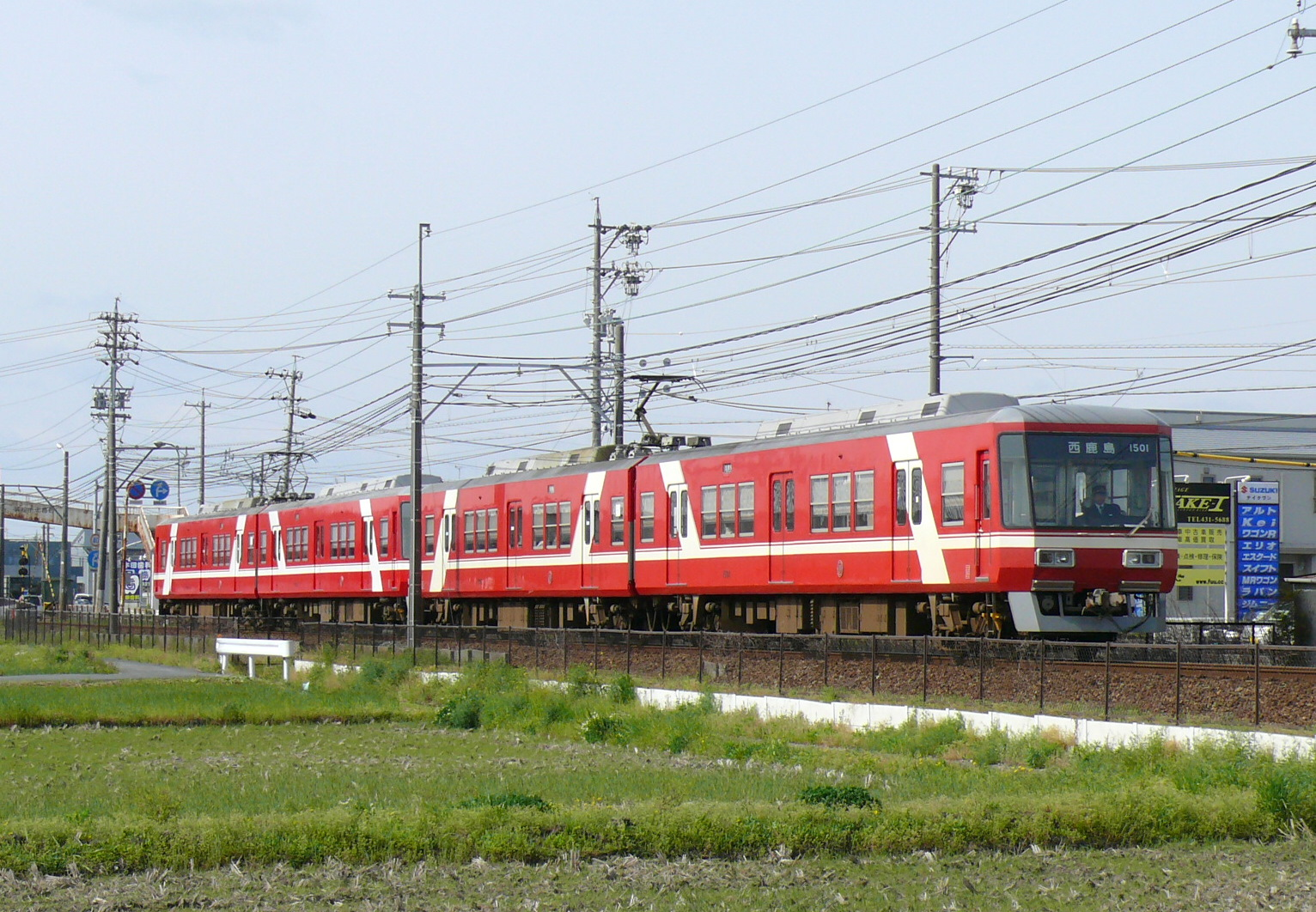
Triebwagenzug auf der Enshū-Bahnlinie

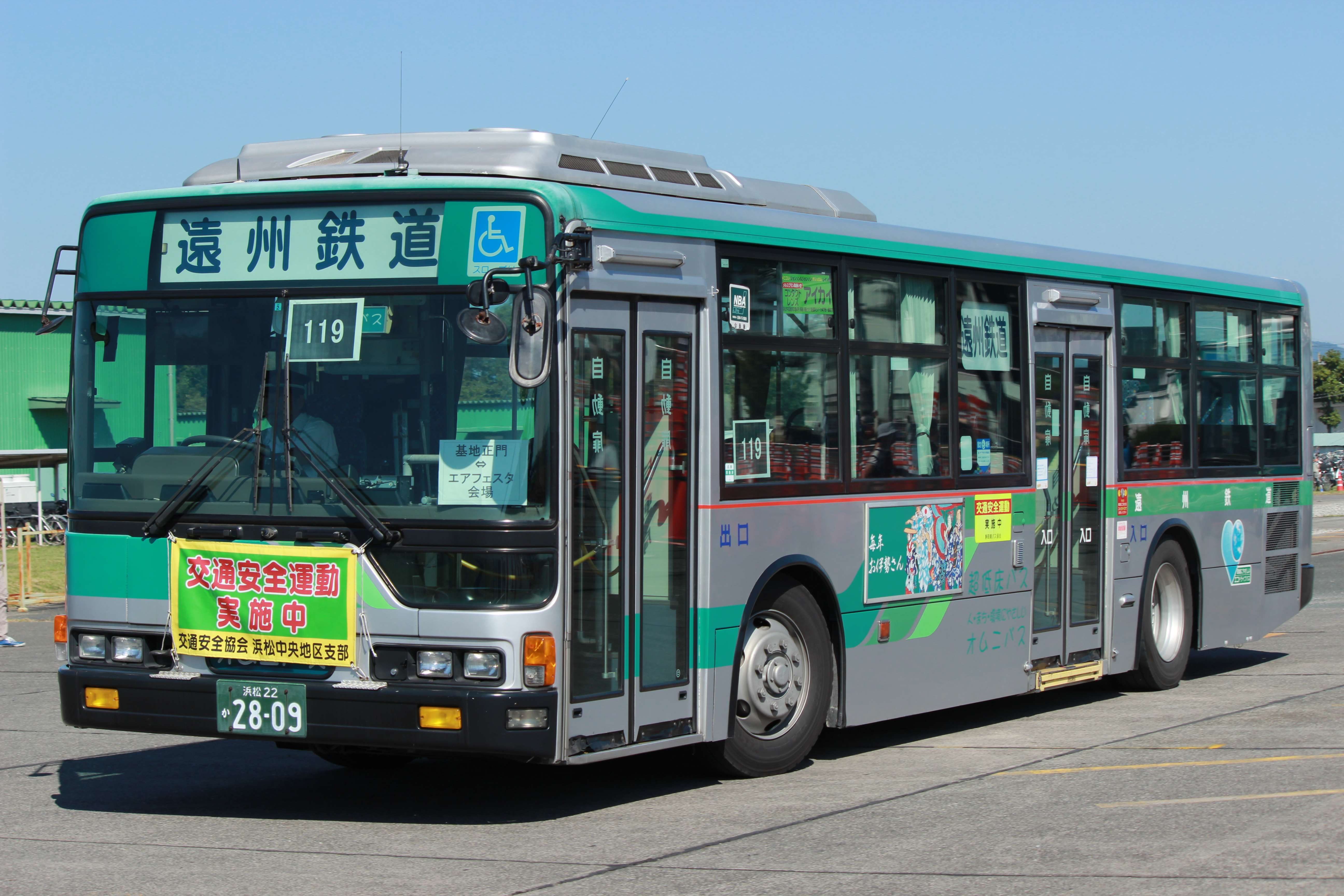
Niederflur-Stadtbus von Entetsu Bus

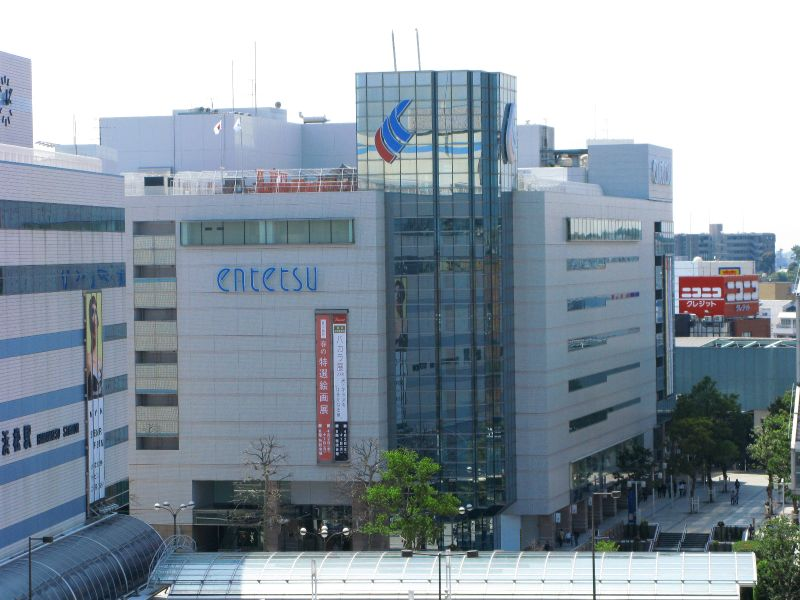
Entetsu-Kaufhaus

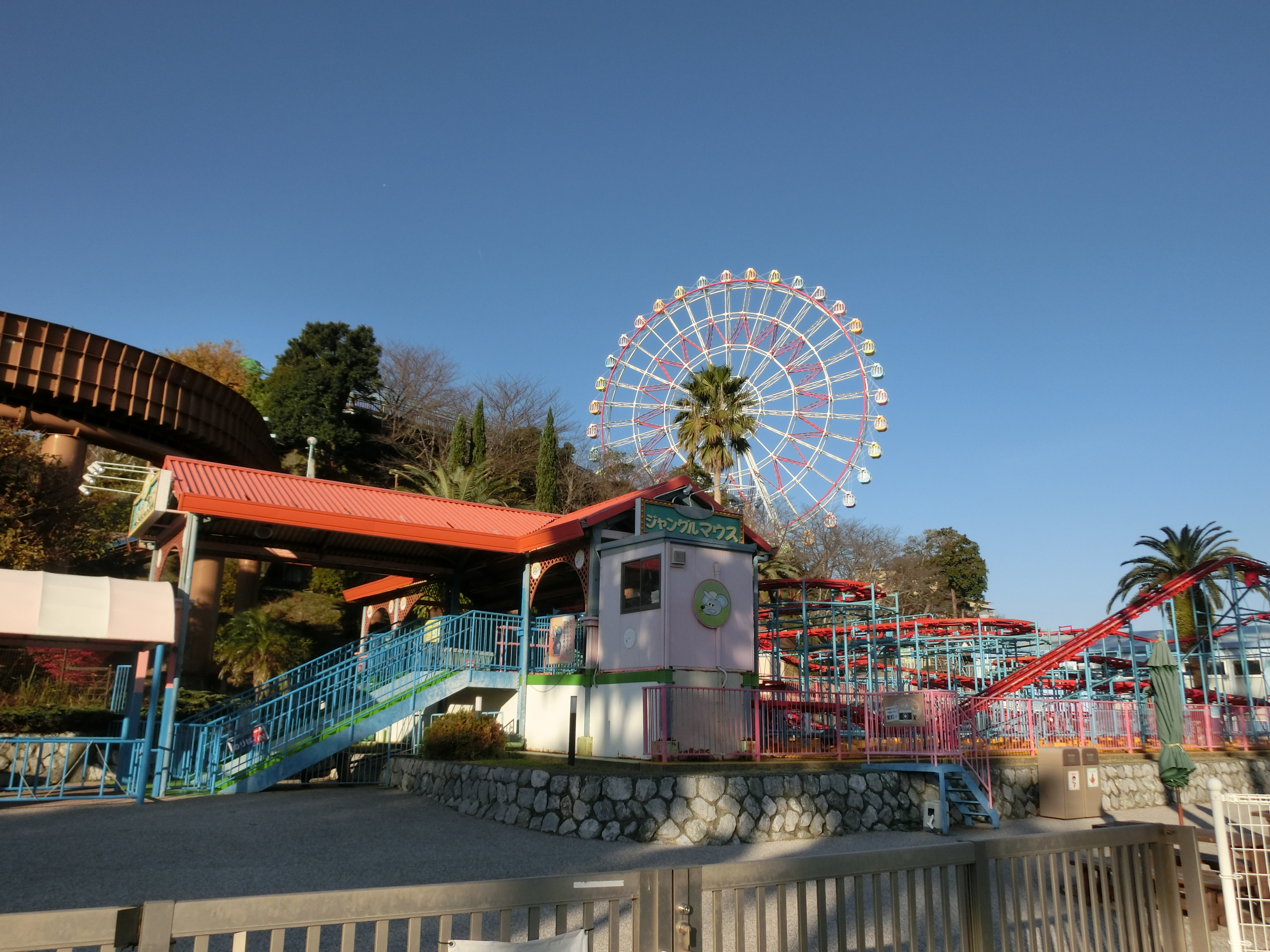
Vergnügungspark Hamanako Palpal

Die Hauptgesellschaft Enshū Tetsudō umfasst neben dem Bahn- und Busverkehr die folgenden Geschäftsbereiche: Immobilienhandel, Krankenpflege, Versicherungsagentur und Werbung. Hinzu kommen mehrere Tochtergesellschaften, die ebenfalls in der näheren Region tätig sind.
Einzelhandel:
- Entetsu Hyakkaten: Kaufhaus in Hamamatsu (Partnerschaft mit Takashimaya)
- Entetsu Hyakkaten Tomonokai: Kaufhausmanagement
- Entetsu Store: Supermarkt-Kette mit über 30 Filialen

Fahrzeughandel und verwandte Dienstleistungen:
- Shizuoka Toyota Jidōsha: Verkauf von Neu- und Gebrauchtwagen von Toyota, Hauptuntersuchungen, Reparaturen
- Netz Toyota Hamamatsu: Verkauf von Neu- und Gebrauchtwagen, Fahrzeugversicherung, KDDI-Agentur
- Toyota Rent a Car Hamamatsu: Autovermietung, Verkauf von Zubehör
- Entetsu Sekiyu: Betrieb von Tankstellen
- Entetsu Taxi: Taxibetrieb
- Entetsu Jidōsha Gakkō und Hamamatsu Jidōsha Gakkō: Fahrschulen

Bauwesen:
- Entetsu Kensetsu: Planung, Bau und Unterhalt von Wohn- und Geschäftshäusern

Tourismus:
- Entetsu Kankō Kaihatsu: Vergnügungspark „Hamanako Palpal“, Hotels, Hamanako-Musikautomatenmuseum, Kanzanji-Seilbahn
- Entetsu Travel: Reisebüro

Sonstige Dienstleistungen:
- Entetsu System Service: Informationstechnik
- Entetsu Assist: Arbeitsvermittler

## Geschichte
Keimzelle des Entetsu-Konzerns ist die im Jahr 1907 gegründete Bahngesellschaft Hamamatsu Tetsudō (浜松鉄道), die ein Jahr später in der Dai Nippon Kidō (大日本軌道) aufging. Dieses in mehreren japanischen Städten tätige Straßenbahnunternehmen eröffnete am 3. März 1909 die Nakanomachi-Linie, am 6. Dezember 1909 die heutige Enshū-Bahnlinie. Schließlich folgte am 7. April 1914 die Eröffnung der Kasai-Linie. Nach der Liquidierung der Dai Nippon Kidō verselbständigte sich die Zweigstelle Hamamatsu am 12. November 1919 unter dem Namen Enshū Kidō (遠州軌道). Das Unternehmen änderte am 23. August 1921 seinen Namen zu Enshū Denki Tetsudō (遠州電気鉄道) und nahm damit die Elektrifizierung des Streckennetzes vorweg. Am 18. Februar 1937 legte es die Nakanomachi-Linie still. Größte Konkurrentin der Enshū Denki Tetsudō war die im Jahr 1912 gegründete Hamamatsu Keibentetsudō (浜松軽便鉄道). Sie eröffnete am 30. November 1914 den ersten Abschnitt der Okuayama-Linie und verlängerte die Strecke bis 1923 in mehreren Etappen. Am 24. April 1915 übernahm sie den in der Zwischenzeit frei gewordenen Namen Hamamatsu Tetsudō.
Um während des Pazifikkriegs die Effizienz des Nahverkehrs zu steigern und dadurch Ressourcen zu sparen, erließ die Regierung das „Gesetz zur Anpassung des Landverkehrsgeschäfts“. Daraufhin schlossen sich am 1. November 1943 sechs Unternehmen im Raum Hamamatsu, darunter die Enshū Denki Tetsudō, zur Enshū Tetsudō zusammen. Das neue, auch als Entetsu bekannte Unternehmen besaß nun ein ausgedehntes Busliniennetz und legte am 10. Dezember 1944 zur Vermeidung interner Konkurrenz die Kasai-Linie still. Selbst während der verheerenden amerikanischen Luftangriffe im Juni 1945 konnte der Betrieb auf der Enshū-Bahnlinie ohne Unterbrechung aufrechterhalten werden.
Am 1. Mai 1947 fusionierte die Hamamatsu Tetsudō ebenfalls mit der Entetsu, wodurch sich das Streckennetz um die Okayama-Linie erweiterte. In den 1950er Jahren erlebte die Entetsu ein starkes Wachstum des Busbetriebs, vor allem im Freizeitverkehr. 1956 erfolgte der Einstieg in den Tourismussektor durch die Eröffnung eines Vergnügungsparks. Angesichts der Massenmotorisierung während des damaligen Wirtschaftsbooms konzentrierte sich das Unternehmen bei der Modernisierung des Bahnverkehrs einzig auf die Enshū-Bahnlinie und legte am 1. November 1964 die defizitäre Okuyama-Linie still, wodurch es keine direkte Bahnverbindung in den Nordwesten der Stadt mehr gab. Um 1970 kam es zu einer weiteren Expansion im Tourismusbereich.
Die erste Hälfte der 1980er Jahre war von umfangreichen Bauvorhaben geprägt. Im Stadtzentrum wurde die Enshū-Bahnlinie auf einen Viadukt verlegt, was die Aufhebung zahlreicher Niveauübergänge ermöglichte. 1982 nahm die Entetsu einen zentralen Busbahnhof in Betrieb. Drei Jahre später stieg die Mitarbeiterzahl auf über 5000. Während der Zeit der Bubble Economy wandelte sich die Entetsu von einem Verkehrsunternehmen zu einem vertikal integrierten Dienstleistungskonzern. Dazu gehörten die Eröffnung eines eigenen Kaufhauses in zentraler Lage, der Einstieg in den Fahrzeughandel und die Eröffnung von Hotels. Nach einer längeren Rezession folgte Ende der 1990er Jahre wieder eine Expansionsphase, diesmal in den Bereichen Bauwesen und Freizeit. Währenddessen stieg Entetsu Store zur größten Supermarktkette der Präfektur Shizuoka auf.
Das frühe 21. Jahrhundert war geprägt von der Erweiterung des Viaduktabschnitts der Enshū-Bahnlinie, der flächendeckenden Einführung der Chipkarte NicePass und der Aufnahme des Schnellbusverkehrs.